# V (2009年のテレビドラマ)
『V』（ビジター、原題: V）は、アメリカ合衆国のSFテレビドラマである。ABCにより2009年11月3日から2011年3月15日まで、全2シーズンが放送された。ケネス・ジョンソンによる1983年の同名のミニシリーズをリ・イマジニングしたこの新シリーズでは、地球に到着し、表面上は友好的な態度を装いつつ裏ではある企みを抱いているエイリアンが描かれる。出演はモリーナ・バッカリン、ローデス・ベネディクト、モリス・チェストナット、ジョエル・グレッチ、ローガン・ハフマン、チャールズ・メジャー、エリザベス・ミッチェル、ローラ・ヴァンダーヴォート、スコット・ウルフ、製作総指揮はスコット・ローゼンバウム、イヴ・シモノー、スコット・ピータース、ジェイス・ホールである。製作会社はザ・スコット・ピーターズ・カンパニー、HDフィルムズ、ワーナー・ブラザース・テレビジョンである。

## あらすじ
世界29都市の上空に巨大な宇宙船が出現し、そして地球外生命「ビジター」の美しくカリスマ性のあるリーダーのアナ（モリーナ・バッカリン）は平和的交流を提案した。ビジターたちは地球のわずかな資源を必要とするだけであると主張し、それと引き換えに彼らの高度な技術や医学知識の共有を提案した。やがて一部の人間たちは表面上友好を装うビジターたちを疑い始め、そしてFBIテロ対策エージェントのエリカ・エバンス（エリザベス・ミッチェル）は、異星人が人間に化けているだけで実際には爬虫類型の生物であり、数十年にわたって地球の政府、経済、宗教に侵入しており、現在すでに地球占領計画の最終段階にあることを知る。エリカは元ビジターの潜伏スパイでありながらも人類側に寝返ったライアン（モリス・チェストナット）らが所属するレジスタンス「第五部隊」に参加する。しかしながら彼らのレジスタンス活動は、ビジターがさまざまな病気を治して地球の人々から支持を得ているために難航し、そして皮肉にもエリカの息子のタイラー（ローガン・ハフマン）を含むビジター支持派の若者たちこそが最大の障害となるのだった。
しかし、一方でアナの娘リサがタイラーと親密になってエリカへ、そして「第五部隊」へと接近。ビジター側でも親子の対立が始まろうとしていた。

## キャストと登場人物

### 主要キャスト
エリカ・エバンス
演 - エリザベス・ミッチェル（藤本喜久子）
FBI捜査官。シングルマザー。ジャックと共に戦う。
アナ
演 -モリーナ・バッカリン（松谷彼哉）
ビジターのリーダー。
ジャック・ランドリー
演 -ジョエル・グレッチ（木下浩之）
カトリックの神父。エリカと行動を共にする。
ライアン・ニコルズ
演 - モリス・チェストナット（髙階俊嗣）
レジスタンス。
タイラー・エバンズ
演 -ローガン・ハフマン（鈴木裕斗）
エリカの息子。母と違ってビジターに好意的。
リサ
演 - ローラ・ヴァンダーヴォート（小橋知子）
ビジターでタイラーの恋人。実はアナの娘。
チャド・デッカー
演 -スコット・ウルフ（小川輝晃）
ニュースキャスター。アナに接触を図るうちに彼女に利用されていく。
バレリー・スティーブンズ（第1シーズン）
演 -ローデス・ベネディクト（中司ゆう花）
ライアンの婚約者。
カイル・ホッブス （第1シーズンゲスト、第2シーズンレギュラー）
演 - チャールズ・メジャー（丸山壮史）

### 準キャスト
ジョージー・サットン
演 -デヴィッド・リッチモンド＝ペック（咲野俊介）
ライアンの友人
マーカス
演 - クリストファー・シャイアー
ジョシュア
演 - マーク・ヒルドレス
アナの側近の一人だが、反乱軍「第5部隊」のメンバーという裏の顔を持つ。第1シーズン最終話で正体が明るみに出て死亡するが、第2シーズンでは蘇生させられる。
ポール・ケンドリック
演 - ローク・クリッチロウ (高瀬右光）
デイル・マドック
演 - アラン・テュディック（田久保修平）
サリタ・マリク
演 - レカ・シャーマ（志田有彩）
トラヴィス神父
演 - スコット・ハイランズ
ダイアナ
演 - ジェーン・バドラー（横尾まり）
第2シーズンより登場するアナの母親にして先代の女王。1983年版の同名キャラクターと同じ役者が演じているが、その役どころは大きく異なる。女王の立場にありながらVにとっては禁忌とも言える感情を持つようになり、アナによって長い間監禁されていた。地球征服には人類が持つ感情や魂をどうにかする必要があると考えたアナが、その性質を知るためたびたび訪れるようになる。
- レクサ・ドイグ
- ニコラス・リー
- ブレット・ハリソン
- オデッド・フェール
- ジェイ・カーンズ
- マーティン・カミンズ
- オナ・グローアー
- マーク・シンガー（1983年版で主演を務めた）

## 製作
2009年5月にスコット・ピータース、ジェイス・ホール、スティーヴ・パールマン、ジェフリー・ベルの製作総指揮で発表された。2009年8月10日にパイロット版後のエピソードの撮影が始まった。2009年9月、同年11月に4話が放送され、残りエピソードは2010年の冬季オリンピック後の2010年3月からになると発表された。残り8話の製作は2010年1月に始まった。
2010年5月13日、ABCは第2シーズンの製作を発表した。第2シーズンは2011年1月4日に開始されたが、全13話の予定が10話まで短縮された。
2011年5月13日、ABCは『V』の打ち切りを発表した。

## 評価

### 批評家の反応と解釈
第1シーズンはMetacriticで100点満点中67点を獲得した。E! Onlineでは10点満点で11点とされ、「われわれがこれまで見た中で最も優れたパイロット」と書かれた。『USAトゥデイ』のロバート・ビアンコは彼のトップテン番組リストに『V』を入れ、リメイクは格好が良くそして「すぐにそれ自身のアイデンティティを確立する」と述べた。キング・フィーチャーズのエンターテインメントレポーターのCindy Elavskyは、「『V』は新しいテレビ番組では断然素晴らしい。特殊効果は映画、脚本は知的、そして演技は非常に良い。最初の5分だけであなたはシーズン全部を見たくなるだろう。」と述べた。
第2シーズンはMetacriticで100点満点中49点を獲得した。
リ・イマジニングされたシリーズはバラク・オバマの大統領職のアレゴリーであると複数の評論家が解釈している。

### 視聴率

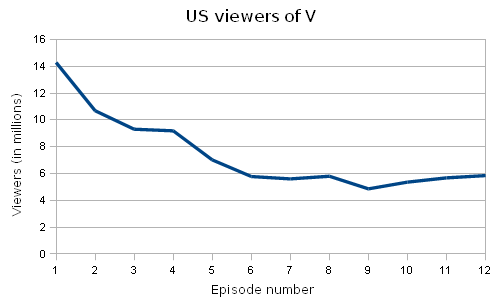
アメリカ合衆国での第1シーズンの視聴者数推移。

2009年11月3日に放送されたパイロット・エピソード「来訪者」は1430万人の視聴者を獲得し、18-49歳の視聴率は5.2を記録し、2009年10月期としては最高となった。第1シーズンの最初の4話は平均視聴者数975万人と18-49歳の平均視聴率3.4を記録し、テレビシーズンで34位となった。第1シーズンの残りは2010年3月に放送が開始され、そしてシーズン後半の終わりまでには、平均視聴者数572万人、18-49歳の平均視聴率2.3、ランキング89位まで落ち込んだ。
第2シーズンは平均視聴者数693万人、18-49歳の平均視聴率2.5を記録し、2010年11月期としては75位となった。

### 受賞とノミネート
| 賞                               | 年     | 部門                           | 対象者                 | 結果       |
| -------------------------------- | ------ | ------------------------------ | ---------------------- | ---------- |
| クリエイティブ・アーツ・エミー賞 | 2010年 | 視覚効果賞（シリーズ部門）     | 第1話「来訪者」        | ノミネート |
| サターン賞                       | 2010年 | テレビプレゼンテーション賞     |                        | ノミネート |
| サターン賞                       | 2010年 | 助演女優賞                     | モリーナ・バッカリン   | ノミネート |
| サターン賞                       | 2011年 | ネットワーク・テレビシリーズ賞 |                        | ノミネート |
| サターン賞                       | 2011年 | 主演女優賞                     | エリザベス・ミッチェル | ノミネート |
| サターン賞                       | 2011年 | 助演女優賞                     | モリーナ・バッカリン   | ノミネート |
| ピープルズ・チョイス・アワード   | 2009年 | 新テレビドラマ賞               |                        | ノミネート |

## DVD及びBlu-rayリリース
| シーズン | 発売日          | 発売日          | 発売日         | 発売日         | 発売日          |
| シーズン | リージョン1 (/) | リージョン2 (/) | リージョン4 () | リージョン4 () | リージョン4 (/) |
| -------- | --------------- | --------------- | -------------- | -------------- | --------------- |
| 1        | 2010年11月2日   | 2010年11月8日   | 2010年11月10日 | 2010年11月17日 | 2010年12月9日   |
| 2        | 2011年10月18日  | 2011年10月24日  | 2011年10月26日 | N/A            | N/A             |